# Autobianchi

Logo van Autobianchi

Autobianchi was een Italiaans automerk, dat vanaf 1955 tot 1996 auto's produceerde. Autobianchi komt voort uit het Milanese Bianchi en de productie is min of meer overgenomen door Lancia, nadat FIAT het merk zelf al in 1967 had overgenomen.

## Geschiedenis
Autobianchi werd in 1955 opgericht om de productie in de fabriek in Desio veilig te stellen, en het kapitaal werd voor een derde deel opgebracht door FIAT, een ander deel door Bianchi en het laatste derde deel door bandenfabrikant Pirelli.

### Bianchina

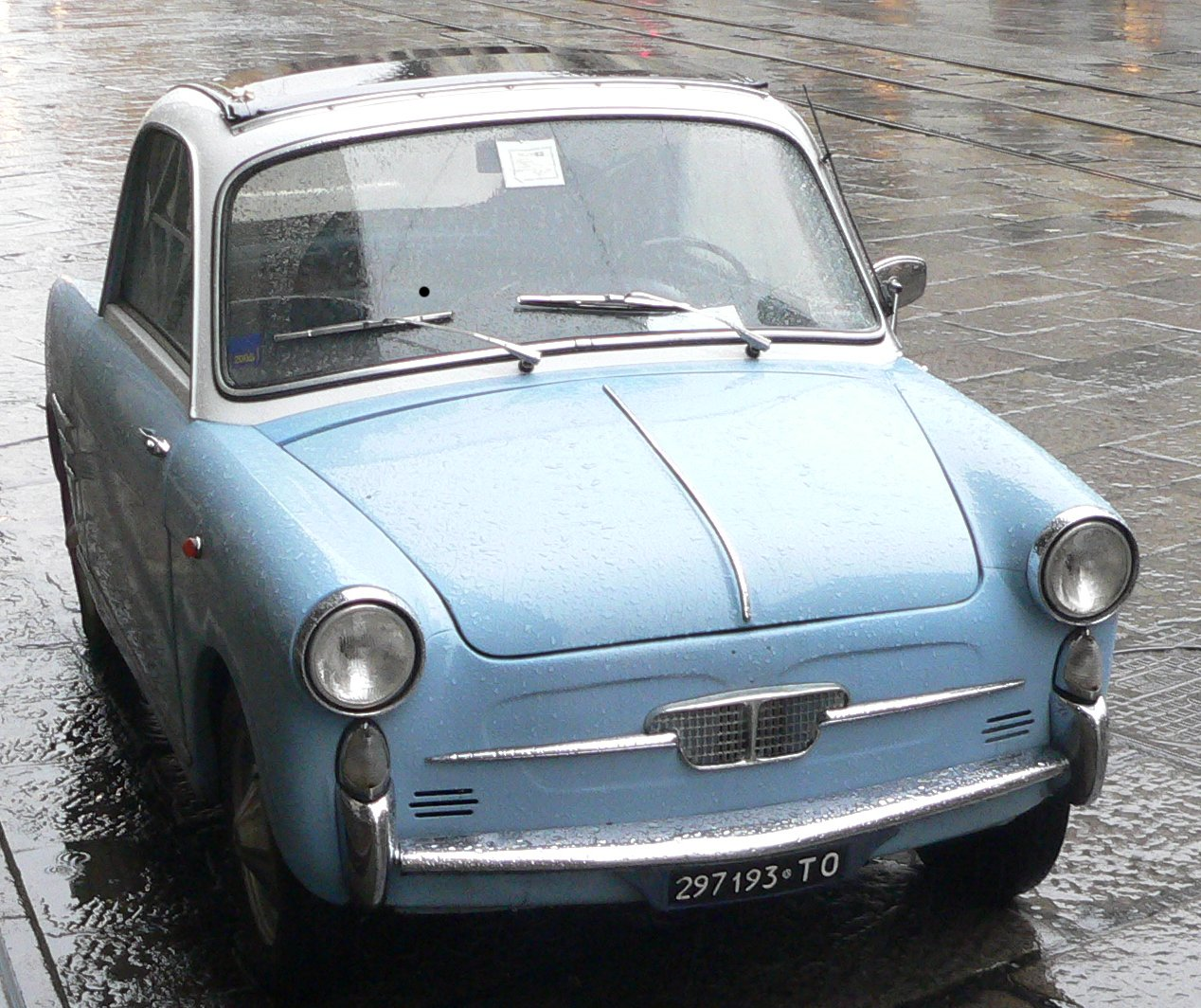
Autobianchi Bianchina

De Autobianchi Bianchina was het eerste product van de fabrikant en was gebaseerd op de beproefde techniek van de Fiat 500. Ook bij deze auto was het kleine halve litertje achterin geplaatst. De auto werd geleverd in verschillende uitvoeringen: Berlina (sedan), Cabriolet (cabriolet), Trasformabile (convertible), Panoramica (stationwagen) en Furgoncino (bestelwagen).
In 1969 werd de productie van de Bianchina-serie gestaakt. In plaats daarvan werd tot 1977 de Autobianchi Giardiniera geproduceerd. Dit was een vrijwel ongewijzigde voortzetting van de Fiat 500 Giardiniera, die door FIAT niet langer werd geproduceerd.

### Primula

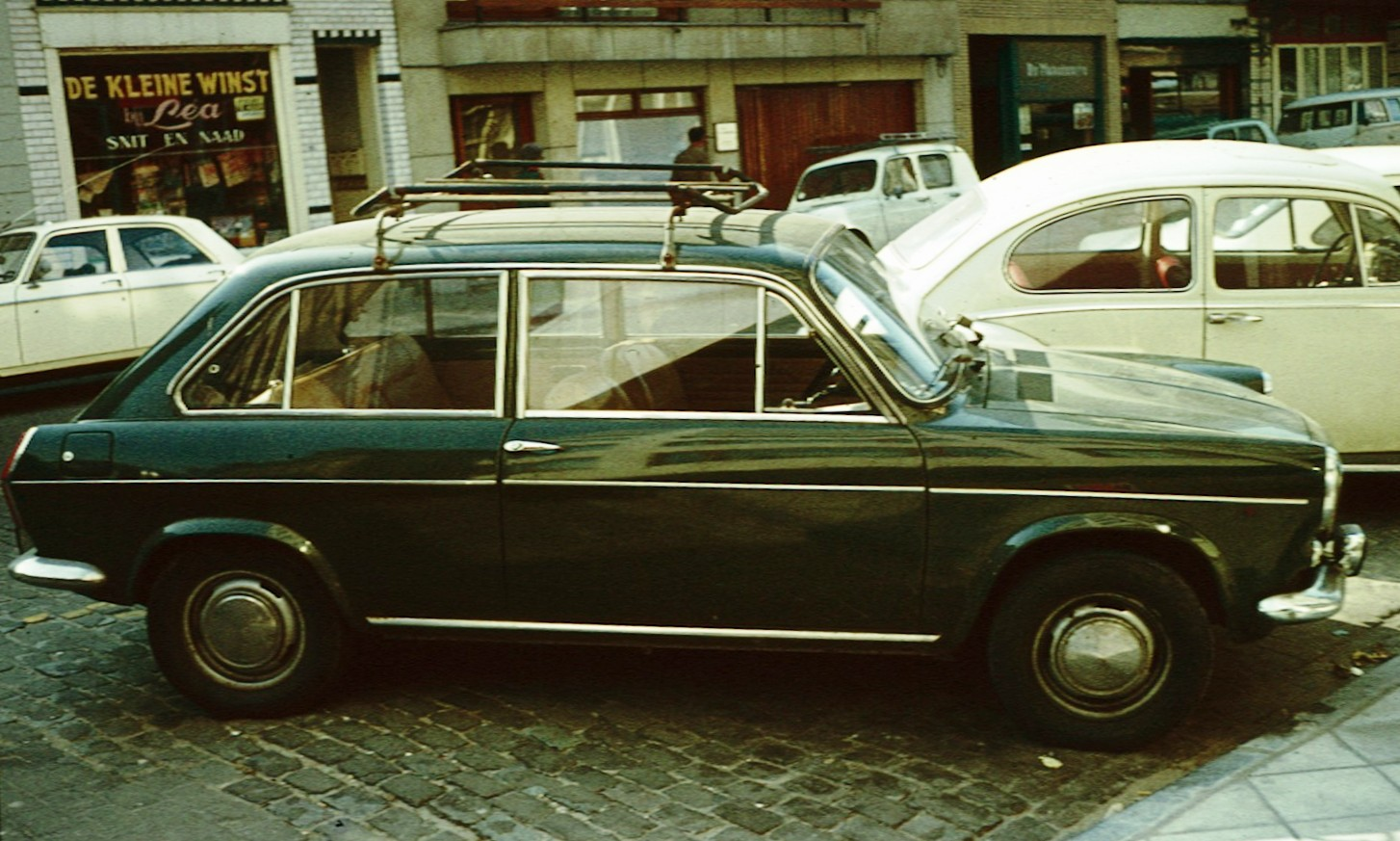
Autobianchi Primula

Fiat gebruikte het merk Autobianchi om de nieuwe techniek van voorwielaandrijving en een dwars voorin geplaatste motor en in de meeste gevallen een achterklep in kleine series op de mark uit te proberen, zonder de reputatie van het merk Fiat in gevaar te brengen. 
De Primula, die in 1964 gepresenteerd werd, was de eerste auto van de Fiat-groep die was uitgerust met deze technologie. De Primula had een viercilindermotor en - voor die tijd vooruitstrevend - schijfremmen rondom.

### In de jaren 70

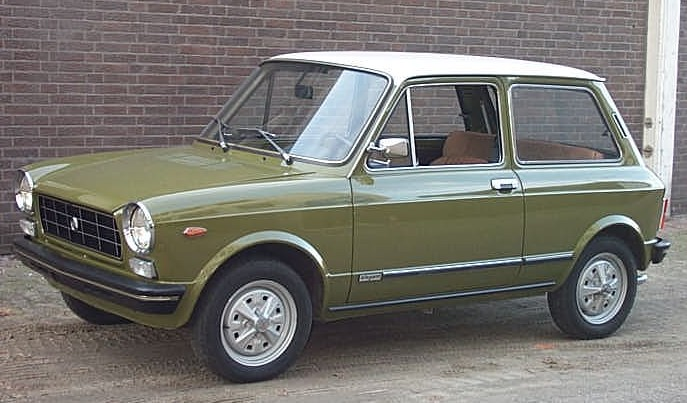
Autobianchi A112E, 1973

Autobianchi werd binnen de Fiat-groep gepositioneerd onder het nieuw verworven luxemerk Lancia. In 1969 werden twee nieuwe Autobianchi-modellen gelanceerd: de A111 en A112, beide genoemd naar hun interne Fiat-ontwikkelingscodes.
De A111 was mechanisch afgeleid van de Primula, maar was veel groter en ruimer en daarmee de eerste (en enige) auto van het merk in de compacte middenklasse. Qua concept was het de voorloper van de Fiat 128.
De A112 werd op de markt gezet om te zien of de opvolger van de Fiat 850, de 127, een succes zou worden. Het bleek een goede zet, want zowel de 127 als de A112 werden grote verkoopsuccessen. Van de A112 werd een speciale Abarth-versie gepresenteerd: de Abarth Autobianchi A112 waarmee ook typegebonden wedstrijden werden en nog steeds worden gehouden.

### Einde
De A112 bleef gedurende een opmerkelijke 17 jaar in productie, met regelmatige wijzigingen. Nadat meer dan 1.250.000 A112's waren gebouwd, werd het model uiteindelijk in 1986 vervangen door een nieuw model, de Autobianchi Y10, gebaseerd op de Fiat Panda. Deze auto werd vanaf het begin op de meeste exportmarkten (behalve Frankrijk, tot 1989) als Lancia verkocht en werd beter bekend als de Lancia Y10. Het model behield alleen in Italië de merknaam Autobianchi.
De fabriek in Desio werd uiteindelijk in 1992 gesloten en de Y10 werd vervangen door de Lancia Ypsilon, die op alle markten (inclusief Italië) als Lancia werd verkocht. Het merk Autobianchi verdween in 1996 helemaal.
Abarth · Alfa Romeo · Autobianchi · CNH · Ferrari · FIAT · Lancia · Innocenti · Iveco · Maserati